# Скакки, Арканджело
Арканджело (Аркангело) Скакки (итал. Arcangelo Scacchi; 1810—1893) — итальянский минералог, член-корреспондент российской Императорской академии наук (1890).
Большая часть его научных исследований была связана с изучением вулканической деятельности в Италии.

## Биография
Родился 8 февраля 1810 года в городе Гравина-ин-Пулья провинции Бари Неаполитанского королевства.
Окончив городскую семинарию, с 1827 года изучал медицину в университете Неаполя; в 1831 году получил диплом медика, но работать по специальности не стал, решив посвятить себя естественным наукам.
Сначала увлёкся конхологией, затем слушал лекции по минералогии и геологии Маттео Тонди в университете
Неаполя, где стал помогать ему в обработке коллекции Королевского минералогического музея в Неаполе. Когда в 1835 году Тонди умер, его преемником на университетской кафедре ориктогнозии стал Арканджело Скакки. Известность к нему пришла после публикации труда «Lettera al sig. D. Carlo Tarantino sui vari testacei Napoletani» (1835). В 1837 году Скакки стал ассистентом в Музее зоологии университета Неаполя. А в 1838 году Королевская академия наук и литературы Неаполя поручила ему изучение геологии и полезных ископаемых страны, а также описание коллекции пород, подаренной герцогом провинции Трапани на острове Сицилия. С 1841 по 1884 годы Арканджело Скакки открыл и описал 22 новых минерала в окрестностях Везувия.
Одновременно в 1842—1891 годах учёный был ординарным профессором минералогии Неаполитанского университета. В 1865 году назначен ректором университета. Получив в 1842 году должность профессора, Скакки стал директором находившегося в здании университета Королевского минералогического музея. С 1852 по 1860 годы он был также профессором минералогии в неаполитанской Школе гражданского дорожно-мостового управления. Сотрудничал с Геологической службой Италии, с 1880 года возглавлял Фармацевтическую школу в Неаполе. Был участником проекта по созданию Везувианской обсерватории; свои результаты наблюдений за извержениями Везувия обобщил в монографии «Relazione dell’incendio accaduto nel Vesuvio nel mese di febbraio del 1850. Seguita dai giornalieri cambiamenti osservati in questo vulcano dal 1840 sin ora» (1850). Результаты изучения вулканической области Кампания Арканджело Скакки обобщил в своей работе «La regione vulcanica fluorifera della Campania» (1890).
Умер 11 октября 1893 года в Неаполе. Сын Арканджело Скакки пошел по стопам отца, став минералогом и кристаллографом, работал в Минералогическом музее университета Неаполя.

## Заслуги
С созданием в 1861 году Королевства Италии, Скакки вошел в Сенат. Он был удостоен государственных наград — трижды кавалер ордена Святых Маврикия и Лазаря, дважды кавалер ордена Короны Италии, кавалер ордена Герцогства Савойя.
В 1863 году Арканджело Скакки стал членом Национальной академии наук в Риме, президентом которой был с 1875 года до своей смерти в 1893 году.
Скакки был избран в состав многих академических организаций Италии, в том числе — Королевского института науки, литературы и искусства Милана (1874), Академии Линчеи в Риме (1875); а также научных обществ, включая Экономическое общество провинции Бари (1835) и Королевский институт науки, литературы и искусства Милана (1866). В 1867 году он был избран иностранным членом Баварской академии наук, в 1872 году — членом-корреспондентом Королевской академии наук в Берлине. С 1861 года являлся членом Королевского естественнонаучного общества Гёттингена.
С 1866 года итальянский учёный состоял действительным членом Императорского Санкт-Петербургского минералогического общества; в 1890 году стал его почетным членом. На заседании Физико-математического отделения Императорской Санкт-Петербургской академии наук 1 декабря 1890 года Скакки был избран членом-корреспондентом академии по разряду физическому.

## Память
- Когда в феврале 1891 года в Италии торжественно отметили 50-летие преподавательской деятельности Арканджело Скакки, на доме, где он родился, была установлена мемориальная доска.
- В Неаполе именем учёного названа одна из площадей города[4].
- Также его имя носят небольшой музей минералов и окаменелостей, библиотека и школа в Неаполе и лицей в Бари[5].
- В честь Скакки назван минерал скаккит[итал.].